# ББЦ на српском
ББЦ на српском (БиБиСи на српском, ББЦ њуз на српском, енгл. BBC Serbian) један је од 42 језичка огранка Светског сервиса ББЦ-ја. Са радом у Србији почео је крајем 2017. године након нешто више од 6 година паузе. 

## Историја
Светски сервис ББЦ-ја основан је у децембру 1932. године, тада под називом Империјални сервис ББЦ-ја. 
Само неколико година касније, у септембру 1939. године креће са радом сервис на српскохрватском језику. У народу се назива Радио Лондон.
Оснивање југословенске редакције везује се за Други светски рат у којем је Светски сервис ББЦ-ја одиграо важну улогу као извор информација у окупираној Европи. Под тим називом наставља да ради од 1939. до 1991.
Релевантни извори опречни су да ли је до дефинитивног раздвајања редакције на српску и хрватску дошло 1989, 1990. или 1991, али су сагласни у томе да је то била последица ”растућих политичких тензија”.
Хрватски сервис затворен је 2005, заједно са пољским, чешким, словачким, словеначким, мађарским, бугарским и грчким.
ББЦ на српском потрајао је до 2011. године, када у таласу оштрих мера штедње британске владе бива угашен заједно са македонским и албанским језичким сервисима. 
У августу 2017. светски сервис ББЦ-ја започиње своје ”највеће проширење још од 1940-тих”. Једини европски сервис који је у том таласу покренут био је ББЦ на српском.
Сервис је основан 11. децембра 2017, а са објављиваљем почео је 25. марта 2018. године.
За главну и одговорну уредницу постављена је Александра Никшић, а за уредника деска Дејан Анастасијевић.

## Награде и признања

### 2018.
- PC Press ставио је сајт ББЦ-ја на српском на листу Топ 50 у категорији Вести и медији[15]

### 2020.
- PC Press ставио је сајт ББЦ-ја на српском на листу Топ 50 у категорији Вести и медији[16]
- Интернационални фестивал репортаже и медија Интерфер доделио је диплому за друштвено одговорну репортажу Слободану Маричићу, Стефану Веселиновићу и Катарини Стефановић за онлајн репортажу ”Пут два чепа”[17]
- Установљено је да ће се награда за истраживачко новинарство коју додељује Независно удружење новинара Србије звати по преминулом новинару и уреднику ББЦ-ја на српском - Дејану Анастасијевићу

### 2023.
- Дневни лист Блиц прогласио је Александру Никшић - главну и одговорну уредницу ББЦ-ја на српском за 82. од 100. најмоћнијих људи у медијима у Србији 2023. године[18]

- Новинарску награду Lampedus'Amore – Premio giornalistico internazionale Cristiana Matano добила је Татјана Ђорђевић, дописница ББЦ-ја на српском за најбољи текст у категорији страних новинара у Италији за репортажу ”Осуђеници праве музичке инструменте од олупина мигрантских чамаца”[19]

### 2024.
- Специјално признање за изузетан допринос истраживачком новинарству, којe додељују Централноевропска иницијатива (CEI) и Медијскa организацијa Југоисточне Европе (SEEMO) добила је Јована Георгиевски, новинарка ББЦ-ја на српском, за истраживачки документарац "Браћа по крви - унутар српског проруског покрета" (Blood Brothers: The pro-Russian Serbians), у продукцији BBC Eye Investigations
- Специјалну захвалицу Европске мреже против сиромаштва (ЕАПН) за текст Да ли је компјутерски алгоритам прогутао хиљаде најсиромашнијих добила је Милица Раденковић Јеремић, новинарка ББЦ-ја на српском[20]
- Номинацију за награду за истраживачко новинарство ”Дејан Анастасијевић” коју додељује Независно удружење новинара Србије добили су Грујица Андрић и Лазар Човс за интерактивни текст Саобраћајни крвоток Србије: Мојсиње - село које је страдало на друму[21]

### 2025.
- Британску награду Тели (Telly Awards), којa се додељује од 1979. године, за документарни филм "Нестали на Косову: Прошлост која прогања" (Kosovo Women Searching for Their Missing, 25 Years on), продуценткиња Туи Меклејн, новинарке ББЦ студиос и Јоване Георгиевски, новинарке ББЦ-ја на српском, освојио је злато за кратки документарац до 40 минута, сребро за њуз документарац и бронзу за филмски документарац на 46. годишњој додели Тели награда

## Платформе
Поред интернет сајта, ББЦ на српском креира и садржај за мреже Инстаграм и Јутјуб, а пласира их и преко Фејсбука, Вајбера и платфотме Икс (бивши Твитер).